# Chris Bassitt
Christopher Michael Bassitt (Toledo, 22 februari 1989) is een Amerikaans professioneel honkbalspeler voor de Toronto Blue Jays in de Major League Baseball. Hij speelde eerder voor de Chicago White Sox, de Oakland Athletics en de New York Mets.

## Amateur carrière
Bassitt ging naar de Genoa Area high school, waar hij honkbal en basketbal speelde. Hij wilde op college niveau basketbal gaan spelen, maar hij werd door slechts één school benaderd. Intussen had Bassitt met een ERA van 1.56 en 65 strikeouts in 58 innings een goed seizoen als pitcher in zijn laatste jaar op high school. In dat seizoen stond hij in een wedstrijd tegen Start slechts één hit toe. Een scout van de University of Akron zag de wedstrijd, waardoor Bassitt uiteindelijk besloot daar honkbal te gaan spelen.

## Professionele carrière

### Chicago White Sox

#### Draft & Minor League
Bassitt werd in de Major League Baseball draft van 2011 in de 16e ronde, met de 501ste keuze geselecteerd door de Chicago White Sox.

#### Major League
Op 30 augustus 2014 maakte hij zijn debuut in de MLB, in een wedstrijd tegen de Detroit Tigers.

### Oakland Athletics
Na het seizoen 2014 werd Bassitt, samen met Marcus Semien, Josh Phegley en Rangel Ravelo getransfereerd naar de Oakland Athletics, in ruil voor Jeff Samardzija en Michael Ynoa. Op 5 mei 2016 werd bekend gemaakt dat Bassitt de Tommy John-operatie zou ondergaan.

### New York Mets

#### 2022
Op 12 maart 2022 werd Bassitt getransfereerd naar de New York Mets, in ruil voor J.T. Ginn en Adam Oller. Hij tekende een contract voor het seizoen 2022 met een waarde van $8.65 miljoen. Op 8 november 2022 besloot hij de optie in zijn contract om deze met een jaar te verlengen niet te lichten. Hij speelde 30 wedstrijden voor de Mets, allemaal als starter. In 181,2 innings gooide hij 167 strikeouts en 49 keer vier wijd. Hij behaalde een ERA van 3.42, en een winst-verliesbalans van 15-9.

### Toronto Blue Jays
Op 16 december 2022 tekende Bassitt een driejarig contract bij de Toronto Blue Jays, met een waarde van $63 miljoen.

#### 2023
Op 12 mei 2023 gooide Bassitt zijn eerste volledige wedstrijd voor de Blue Jays, tegen de Atlanta Braves. Hij stond in de hele wedstrijd maar twee honkslagen toe. In 2023 speelde Bassitt 33 wedstrijden, allemaal als starter. Hij behaalde een winst-verliesbalans van 16-8 met een ERA van 3.60. Hij gooide 186 strikeouts in 200 innings, en 59 keer vier wijd.